# Twój Ruch
Twój Ruch (dal polacco: Movimento Tuo) è un partito politico polacco di orientamento social-liberale e libertario fondato nel 2010; affermatosi con la denominazione di Movimento di Sostegno (Ruch Poparcia), nel 2011 è stato ribattezzato in Movimento Palikot (Ruch Palikota) dal nome del suo leader, Janusz Palikot, assumendo infine l'attuale nome nel 2013.
Il partito ha una forte connotazione anticlericale, e viene indicato come populista. Propone la legalizzazione delle droghe leggere, l'introduzione delle unioni civili e dell'aborto, e la fine dell'educazione religiosa nelle scuole statali.

## Storia
Nel luglio 2010 Janusz Palikot, esponente di Piattaforma Civica, annuncia di voler costituire un nuovo movimento: nel suo blog, Palikot afferma di voler chiamare a raccolta coloro che ritengono che l'ex Presidente Lech Kaczyński sia responsabile dell'incidente aereo avvenuto a Smolensk, in Russia, in cui egli stesso ha trovato la morte.
Il 2 ottobre, in occasione di un congresso a Varsavia, Palikot annuncia il programma del futuro partito in quindici punti; il successivo 6 ottobre lascia Piattaforma Civica, insieme a Kazimierz Kutz. Il 22 ottobre viene così registrato il nuovo soggetto politico, Movimento di Sostegno; il 1º giugno 2011 esso assumerà la denominazione di Movimento Palikot.
Alle elezioni parlamentari del 2011 il partito ha raccolto il 10% delle preferenze e ha ottenuto 40 seggi al Sejm, la camera bassa del Parlamento.
Il 6 ottobre 2013 il partito viene ridenominato in Twój Ruch (Movimento Tuo).
Dal 21 dicembre 2012 collabora col Movimento Palikot, pur senza farne parte ufficialmente, anche Marek Siwiec, europarlamentare eletto nel 2009 nella lista unica formata da Alleanza della Sinistra Democratica e Unione del Lavoro, e che siede nel gruppo dell'Alleanza Progressista dei Socialisti e dei Democratici.
In vista delle elezioni europee del 2014, il Movimento Palikot ha dato vita a Europa Plus, una coalizione di centrosinistra di stampo europeista, insieme a Socialdemocrazia di Polonia, all'Unione del Lavoro, al Partito Democratico, e al Partito Polacco del Lavoro.

## Loghi

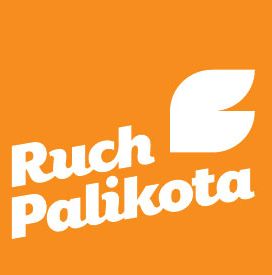
Fino al 2013
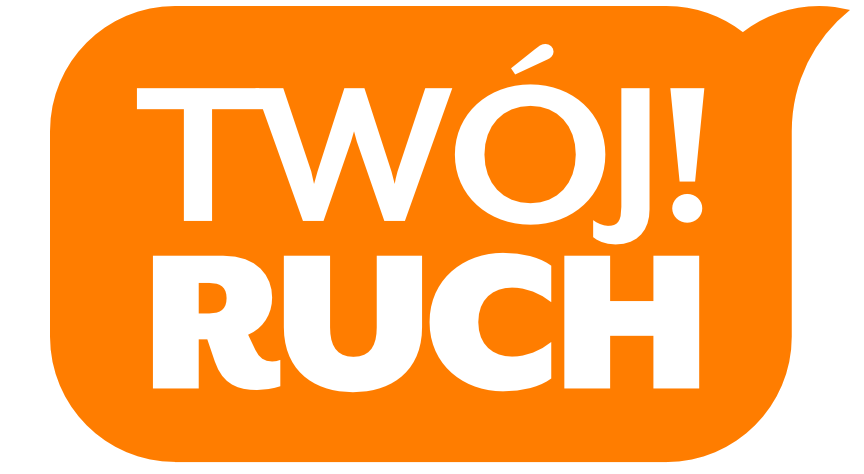
Dal 2013

## Risultati elettorali
| Elezione          | Elezione     | Voti              | %                 | Seggi    |
| ----------------- | ------------ | ----------------- | ----------------- | -------- |
| Parlamentari 2011 | Sejm         | 1.439.490         | 10,02             | 40 / 460 |
| Europee 2014      | Europee 2014 | In Europa Plus    | In Europa Plus    | 0 / 51   |
| Parlamentari 2015 | Sejm         | In Sinistra Unita | In Sinistra Unita | 0 / 460  |